# Atissa kerteszi
Atissa kerteszi är en tvåvingeart som beskrevs av Papp 1974. Atissa kerteszi ingår i släktet Atissa och familjen vattenflugor.
Artens utbredningsområde är Rumänien. Inga underarter finns listade i Catalogue of Life.